# October (U2의 음반)
《October》는 아일랜드의 록 밴드 U2의 두 번째 스튜디오 음반이다. 1981년 10월 12일 아일랜드 레코드에서 발매되었으며, 스티브 릴리와이트가 프로듀싱하였다. 보노, 디 에지 그리고 래리 멀런 주니어의 기독교 단체인 "샬롬 펠로십"에 의해 영감을 받은 이 음반은 영적이고 종교적인 주제를 다루고 있다. 그들은 샬롬 펠로십에 참여함으로써 기독교 신앙과 "로큰롤" 생활방식 사이의 관계에 의문을 품게 되었고, 그룹을 해체하겠다고 위협했다.
1981년 2월에 Boy 투어를 마친 후 U2는 《October》를 위한 새로운 자료를 쓰기 시작했고, 결국 1981년 7월에 스튜디오에 들어갔다. 작년 데뷔 음반인 《Boy》에서 했던 것처럼, 이 그룹은 윈드밀 레인 스튜디오에서 리리와이트 프로듀싱과 함께 녹음했다. 이 세션은 보노가 새 노래의 진행 중인 가사가 들어 있는 서류가방을 잃어버려서, 서둘러 앨범을 제 시간에 완성하는 즉흥적인 접근을 강요하면서 복잡했다.

## 곡 목록
모든 곡들은 U2에 의해 작사/작곡되었다.
Side one
1. "Gloria" – 4:14
2. "I Fall Down" – 3:39
3. "I Threw a Brick Through a Window" – 4:54
4. "Rejoice" – 3:37
5. "Fire" – 3:51

Side two
1. "Tomorrow" – 4:39
2. "October" – 2:21
3. "With a Shout (Jerusalem)" – 4:02
4. "Stranger in a Strange Land" – 3:56
5. "Scarlet" – 2:53
6. "Is That All?" – 2:59